# 戚慎
戚慎（1510年—？），字汝初，直隸寧國府宣城縣人，民籍，明朝政治人物。

## 生平
嘉靖十六年（1537年）丁酉科應天府鄉試第一百十二名舉人。嘉靖二十三年（1544年）中式甲辰科會試第一百五十九名，殿試登第三甲第五十四名進士。授福州府推官，历南刑部郎中，丁忧归。服阕，补南户部郎中，出为雲南楚雄府知府，卒于官。

## 家族
曾祖戚棨；祖父戚珤；父戚亨，封南京刑部署郎中；母胡氏。具庆下。